# Faradays konstant
Faradays konstant anger laddningen en hos en (1) mol elektroner. Enheten är C per mol. Konstanten är uppkallad efter den brittiske fysikern Michael Faraday.
Faradays konstant betecknas vanligen med F och kan beräknas genom
{\displaystyle F=N_{A}\cdot |q|},
där NA är Avogadros tal (ungefär 6,0225·1023) och |q| är storleken av elektronens laddning.  
F = 96 485,3383 C/mol ± 0,0083 C/mol 
Värdet av F  bestämdes först genom att väga mängden silver som upptas i en elektrokemisk reaktion, i vilken man låter registrera en ström som får passera under en viss tid. Den uppmätta vikten användes för att beräkna Avogadros tal. Modern forskning fortsätter att söka nya sätt att mer exakt bestämma konstanten F  och därmed även NA. Det finns planer att omdefiniera kilogram i termer av ett känt antal atomer.